# Punisher (sezon 1)
Pierwszy sezon serialu Punisher opowiadał historię Franka Castle, weterana wojennego, który poszukuje zemsty za śmierć swojej rodziny i odkrywa spisek na większą skalę.
Wyprodukowany został przez ABC Studios i Marvel Television, a dystrybuowany był przez serwis Netflix. Jest on spin-offem serialu Daredevil, gdzie postać Punishera została przedstawiona w sezonie drugim produkcji.
Showrunnerem sezonu był Steve Lightfoot. W rolach głównych wystąpili: Jon Bernthal, Ebon Moss-Bachrach, Ben Barnes, Amber Rose Revah, Paul Schulze, Jason R. Moore, Michael Nathanson, Daniel Webber, Jaime Ray Newman i Deborah Ann Woll.
Całość sezonu, składającego się z 13 odcinków została wyemitowana równocześnie na platformie Netflix 17 listopada 2017 roku.
12 grudnia 2017 roku poinformowano, że serial otrzymał drugi sezon.

## Obsada
| - Jon Bernthal jako Frank Castle / Punisher - Ebon Moss-Bachrach jako David Lieberman / Micro - Ben Barnes jako Billy Russo - Amber Rose Revah jako Dinah Madani - Daniel Webber jako Lewis Wilson - Paul Schulze jako William Rawlins - Jason R. Moore jako Curtis Hoyle - Michael Nathanson jako Sam Stein - Jaime Ray Newman jako Sarah Lieberman - Deborah Ann Woll jako Karen Page - Shohreh Aghdashloo jako Farah Madani - Kelli Barrett jako Maria Castle - Aidan Pierce Brennan jako Frank Castle Jr. - Nicolette Pierini jako Lisa Castle - Jordan Mahome jako Isaac Lange - Kobi Frumer jako Zach Lieberman - Ripley Sobo jako Leo Lieberman - Tony Plana jako Rafael Hernandez | Przedstawieni w innych serialach - Geoffrey Cantor jako Mitchell Ellison - Clancy Brown jako Ray Schoonover - Rob Morgan jako Turk Barrett - Royce Johnson jako Brett Mahoney Przedstawieni w sezonie pierwszym - C. Thomas Howell jako Carson Wolf - Delaney Williams jako O’Connor - Luca De Olivieria jako Donny Chavez - Chris Critelli jako Lance - Shez Sardar jako Ahmad Zubair - Jeb Kreager jako Gunner Henderson - Mary Elizabeth Mastrantonio jako Marion James - Tim Guinee jako Clay Wilson - Andrew Polk jako Morty Bennett - Rick Holmes jako Stan Ori - Houshang Touzie jako Hamid Madani |

## Emisja
Serial składa się z 13 odcinków, które miały swoją równoczesną premierę 17 listopada 2017 roku w serwisie Netflix.
1 marca 2022 roku Punisher wraz z pozostałymi serialami Marvel Television został usunięty z Netflixa na wszystkich rynkach. 16 marca został on udostępniony na Disney+ w Stanach Zjednoczonych, Kanadzie, Wielkiej Brytanii, Irlandii, Australii i Nowej Zelandii. W późniejszym terminie udostępnione zostaną w pozostałych krajach również na Disney+.

### Odcinki
| №  | Nr | Tytuł                                             | Reżyseria      | Scenariusz            | Premiera (Netflix) | Premiera w Polsce (Netflix Polska) |
| -- | -- | ------------------------------------------------- | -------------- | --------------------- | ------------------ | ---------------------------------- |
| 1  | 1  | Trzecia rano 3 AM                                 | Tom Shankland  | Steve Lightfoot       | 17 listopada 2017  | 17 listopada 2017                  |
| 2  | 2  | Umrzyków dwóch Two Dead Men                       | Tom Shankland  | Steve Lightfoot       | 17 listopada 2017  | 17 listopada 2017                  |
| 3  | 3  | Kandahar                                          | Andy Goddard   | Steve Lightfoot       | 17 listopada 2017  | 17 listopada 2017                  |
| 4  | 4  | Zaopatrzenie Resupply                             | Kari Skogland  | Dario Scardapane      | 17 listopada 2017  | 17 listopada 2017                  |
| 5  | 5  | Gunner                                            | Dearbhla Walsh | Michael Jones-Morales | 17 listopada 2017  | 17 listopada 2017                  |
| 6  | 6  | Kozioł The Judas Goat                             | Jeremy Webb    | Christine Boylan      | 17 listopada 2017  | 17 listopada 2017                  |
| 7  | 7  | Na celowniku Crosshairs                           | Andy Goddard   | Bruce Marshall Romans | 17 listopada 2017  | 17 listopada 2017                  |
| 8  | 8  | Zimna stal Cold Steel                             | Antonio Campos | Felicia D. Henderson  | 17 listopada 2017  | 17 listopada 2017                  |
| 9  | 9  | Twarzą w twarz z wrogiem Front Toward Enemy       | Marc Jobst     | Felicia D. Henderson  | 17 listopada 2017  | 17 listopada 2017                  |
| 10 | 10 | Cnota ziejących nienawiścią Virtue of the Vicious | Jim O’Hanlon   | Ken Kristensen        | 17 listopada 2017  | 17 listopada 2017                  |
| 11 | 11 | Blisko źródła zagrożenia Danger Close             | Kevin Hooks    | Felicia D. Henderson  | 17 listopada 2017  | 17 listopada 2017                  |
| 12 | 12 | Znów w domu Home                                  | Jet Wilkinson  | Dario Scardapane      | 17 listopada 2017  | 17 listopada 2017                  |
| 13 | 13 | Memento mori Memento Mori                         | Stephen Surjik | Steve Lightfoot       | 17 listopada 2017  | 17 listopada 2017                  |

## Produkcja

### Rozwój projektu
W lipcu 2015 roku Ted Sarandos, dyrektor programowy Netflixa, potwierdził, że po wprowadzeniu postaci do drugiego sezonu serialu Daredevil, istnieje szansa na powstanie serialu Punisher. W styczniu 2016 roku poinformowano, że serial jest we wstępnej fazie rozwoju. 29 kwietnia 2016 roku, Netflix oficjalnie zamówił serial oraz poinformowano, że Steve Lightfoot będzie odpowiedzialny za serial.
12 grudnia 2017 roku poinformowano, że serwis zamówił drugi sezon serialu.

### Casting
W czerwcu 2015 roku poinformowano, że Jon Bernthal wcieli się w rolę Franka Castle / Punishera w serialu Daredevil. W kwietniu 2016 roku poinformowano, że Bernthal powtórzy swoją rolę we własnym serialu. We wrześniu 2016 roku do obsady dołączył Ben Barnes. W październiku tego samego roku ujawniono, że Barnes zagra Billy’ego Russo oraz do obsady dołączyli Amber Rose Revah jako Dinah Madani i Ebon Moss-Bachrach jako Micro. W tym samym miesiącu ujawniono, że Deborah Ann Woll powtórzy swoją rolę Karen Page z serialu Daredevil. Pod koniec miesiąca do obsady dołączyli Daniel Webber jako Lewis Wilson, Jason R. Moore jako Curtis Hoyle, Paul Schulze jako Rawlins, Jaime Ray Newman jako Sarah Lieberman i Michael Nathanson jako Sam Stein.

### Zdjęcia
Zdjęcia do pierwszego sezonu rozpoczęły się na początku października 2016 roku na Brooklynie w Nowym Jorku.

## Promocja
Bernthal pojawił się podczas San Diego Comic-Conu w lipcu 2016 roku oraz w październiku tego samego roku razem z Deborą Ann Woll na New York Comic-Conie.

## Odbiór

### Nagrody i nominacje
| Rok  | Ceremonia             | Kategoria                                                                          | Nominowani                  | Rezultat  | Przypis       |
| ---- | --------------------- | ---------------------------------------------------------------------------------- | --------------------------- | --------- | ------------- |
| 2018 | Złote Szpule          | Najlepszy montaż dźwięku w epizodzie – efekty i imitacje dźwiękowe                 | Punisher, odc. Memento mori | Nominacja | [ 41 ]        |
| 2018 | Saturn Awards         | Najlepszy serial w nowych mediach                                                  | Punisher                    | Wygrana   | [ 42 ] [ 43 ] |
| 2018 | Saturn Awards         | Najlepsza aktor w serialu telewizyjnym                                             | Jon Bernthal                | Nominacja | [ 42 ] [ 43 ] |
| 2018 | Golden Trailer Awards | Najlepszy zwiastun / teaser / spot telewizyjny dla serialu akcji                   | Punisher                    | Nominacja | [ 44 ]        |
| 2018 | Golden Trailer Awards | Najlepszy grafika w zwiastunie / teaserze / spocie telewizyjnym dla serialu        | Punisher                    | Nominacja | [ 44 ]        |
| 2018 | Golden Trailer Awards | Najlepszy edycja dźwięku w zwiastunie / teaserze / spocie telewizyjnym dla serialu | Punisher                    | Nominacja | [ 44 ]        |